# Martin Leo
Martin Emil Anton Leo (* 3. September 1863 in Hamburg; † 25. Oktober 1932 ebenda) war ein deutscher Jurist.

## Leben
Nach dem Jurastudium arbeitete Leo zunächst als Rechtsanwalt in Hamburg. Er verfasste rechtswissenschaftliche Bücher und hielt auch rechtswissenschaftliche Kurse für Kaufleute
Von 1927 bis 1928 war er Privatdozent für Handelsrecht, von 1928 bis 1931 Professor (§ 12 HSG) und von 1931 bis 1932 außerordentlicher Professor für Handelsrecht an der Universität Hamburg.
Carl Leo war sein Sohn, Carl Ludwig Leo sein Vater.

## Schriften (Auswahl)
- mit Albert Siegfried Wulff: Hamburgische Gesetze und Verordnungen. Systematisch geordnete Zusammenstellung mit Anmerkungen und einem Sachregister. Hamburg 1897.
- Deutsches Seehandelsrecht (Handelsgesetzbuch: Buch IV, Seehandel, in der Fassung des Gesetzes vom 10.5.1897 und des Abänderungsgesetzes vom 2.6.1902). Nebst einem Anhang enthaltend die Nebengesetze. Handausgabe mit Erläuterungen und ausführlichem Sachregister. München 1902, OCLC 245679072.
- Hamburg und die alte Sparcasse. Wiedergabe der in gekürzter Form gehaltenen Festrede bei der Jahrhundertfeier der Hamburger Sparcasse von 1827 am 16. Juni 1927. Hamburg 1927, OCLC 248013711.
- Die neuen Geschäftsbedingungen des deutschen Ausfuhrhandels. Eine kritische Untersuchung. Mannheim 1929, OCLC 923941368.